# Jan Fischer (polityk)
Jan Fischer (ur. 2 stycznia 1951 w Pradze) – czeski urzędnik państwowy i polityk, prezes Czeskiego Urzędu Statystycznego w latach 2003–2009, premier Republiki Czeskiej od 2009 do 2010, kandydat na urząd prezydenta w wyborach w 2013, w latach 2013–2014 wicepremier i minister finansów.

## Życiorys

### Rodzina i wykształcenie
Jan Fischer urodził się w Pradze w 1951. Jego matka była katoliczką, natomiast ojciec Żydem, więźniem niemieckich obozów koncentracyjnych. Rodzice zajmowali się zawodowo statystyką oraz ubezpieczeniami. Jego ojciec był pracownikiem naukowym w Instytucie Matematyki Czechosłowackiej Akademii Nauk.
W 1974 Jan Fischer ukończył statystykę i ekonometrię na wydziale ekonomicznym Wyższej Szkoły Ekonomicznej w Pradze. W 1985 ukończył studia podyplomowe z zakresu statystyki gospodarczej na tym uniwersytecie.

### Działalność do 2009
W latach 1980–1989 należał do Komunistycznej Partii Czechosłowacji. Po studiach rozpoczął pracę w Instytucie Badań Informacji Socjo-gospodarczych. W latach 80. zajmował różne stanowiska w strukturach Federalnego Urzędu Statystycznego. W 1990 został jego wiceprzewodniczącym, a w 1993 wiceprzewodniczącym Czeskiego Urzędu Statystycznego.
Od początku lat 90. przewodniczył zespołowi, odpowiedzialnemu za opracowywanie wyników wyborów parlamentarnych i lokalnych. Wiosną 2001 uczestniczył w misji Międzynarodowego Funduszu Walutowego w Timorze Wschodnim, zorganizowanej w celu powołania w tym państwie urzędu statystycznego. W latach 2002–2003 był pracownikiem naukowym wydziału informatyki i statystyki Wyższej Szkoły Ekonomicznej w Pradze.
W kwietniu 2003 Jan Fischer został mianowany przez prezydenta Václava Klausa prezesem Czeskiego Urzędu Statystycznego. Uzyskiwał członkostwo w różnych organizacjach, w tym w Międzynarodowym Instytucie Statystycznym.

### Premier Czech
24 marca 2009, w połowie sprawowania przez Czechy przewodnictwa w Unii Europejskiej, doszło do kryzysu politycznego. Opozycja (zdominowana przez ČSSD) zdołała uchwalić wotum nieufności wobec gabinetu Mirka Topolánka. Wniosek uzyskał wymaganą większość 101 głosów, dzięki 4 głosom poparcia ze strony posłów wchodzących dotąd w skład większości.
5 kwietnia 2009 liderzy głównych partii politycznych, Mirek Topolánek i Jiří Paroubek, uzgodnili powołanie nowego rządu ekspertów na czele z Janem Fischerem. Wedle porozumienia, 8 miejsc w gabinecie miała obsadzić dotychczasowa koalicja tworząca rząd Mirka Topolánka, a 7 miało przypaść Czeskiej Partii Socjaldemokratycznej. 9 kwietnia 2009 Jan Fischer został desygnowany przez prezydenta Václava Klausa na stanowisko premiera i rozpoczął formowanie gabinetu.
8 maja 2009 prezydent dokonał oficjalnego zaprzysiężenia gabinetu Jana Fischera. W jego skład weszli członkowie trzech partii, które udzieliły mu poparcia: Obywatelskiej Partii Demokratycznej, Czeskiej Partii Socjaldemokratycznej i Partii Zielonych. W swoim przemówieniu premier do głównych celów nowego gabinetu zaliczył doprowadzenie do końca przewodnictwa Czech w Unii Europejskiej, przygotowanie budżetu oraz zapewnienie sprawnego funkcjonowania do czasu powołania nowego rządu. Gabinet miał sprawować władzę do czasu wcześniejszych wyborów parlamentarnych w październiku 2009. Jednak w związku z decyzją Trybunału Konstytucyjnego o niekonstytucyjności wcześniejszych wyborów, obowiązki szefa rządu miał pełnić do czasu wyłonienia nowego gabinetu po wyborach parlamentarnych przeprowadzonych w maju 2010.
25 czerwca 2010 Jan Fischer złożył na ręce prezydenta dymisję swojego gabinetu. 28 czerwca 2010 prezydent na stanowisko nowego premiera desygnował Petra Nečasa i powierzył mu misję sformowania kolejnego rządu. Do tego czasu obowiązki premiera pozostały w gestii Jana Fischera. Rząd Petra Nečasa zaprzysiężony został 13 lipca 2010.

### Działalność od 2010
Po odejściu z urzędu Jan Fischer objął stanowisko wiceprezesa Europejskiego Bank Odbudowy i Rozwoju.
W 2013 zdecydował się wystartować w wyborach prezydenckich. W niektórych sondażach wykonywanych na kilka miesięcy przed głosowaniem plasował się na 1. miejscu. Ostatecznie przegrał w pierwszej turze, otrzymując 16,35% głosów zajął 3. miejsce za Milošem Zemanem i Karelem Schwarzenbergiem.
10 lipca 2013 w nowo powołanym technicznym rządzie Jiříego Rusnoka objął obowiązki wicepremiera i ministra finansów. Urzędy te sprawował do 29 stycznia 2014.